# Walter Tewksbury
John Walter Beardsley Tewksbury (Ashley, 21 de março de 1876 - Tunkhannock, 24 de abril de 1968) foi um atleta e bicampeão olímpico norte-americano. Conquistou um total de cinco medalhas nos Jogos Olímpicos de Paris 1900, entre elas duas de ouro.
Estudando odontologia na Universidade da Pensilvânia, ele fez parte da equipe de atletismo da faculdade, onde conquistou títulos nacionais amadores intercolegiais em 1898 e 1899 nas 110 e 220 jardas. Selecionado para a equipe olímpica americana, participou de cinco provas em Paris.

## Paris 1900
Nos 100 m rasos, igualou o recorde mundial nas semifinais (10s8) mas perdeu a final para o companheiro de equipe Frank Jarvis, ficando com a prata. No dia seguinte, conquistou outra prata, sendo suplantado por Alvin Kraenzlein nos 60 m - prova não mais existente - antes de competir nos 400m c/ barreiras, onde ganhou seu primeiro ouro olímpico, derrotando o favorito francês Henri Tauzin. Na época, esta prova era muito diferente da atualidade. As barreiras eram postes telefônicos colocados horizontalmente sobre a pista e a última delas tinha um fosso de água, como os atuais 3000 m steeplechase.
Nos 200 m c/ barreiras, - prova também não mais existente - ele ficou com a medalha de bronze, perdendo novamente para Kraenzlein, que venceu com quase cinco metros de vantagem para o segundo colocado, - e para o britânico Norman Pritchard.
A prova dos 200 m rasos só foi disputada uma semana depois, o que deu a Tewksbury tempo suficiente para se recuperar das finais seguidas. Com o descanso, ele competiu em plena força, conquistando sua segunda medalha de ouro em 22s2, um novo recorde olímpico e derrotando Pitchard, um dos que o haviam derrotado nos 200 m c/ barreiras.
Depois dos Jogos ele abandonou o atletismo para se dedicar à profissão de dentista. Quando morreu, em abril de 1968, aos 92 anos, era o mais antigo atleta norte-americano de Paris 1900 ainda vivo.